# بزوم
بزوم (به لاتین: Bozum) یک منطقه مسکونی در جمهوری آذربایجان است که در شهرستان حاجی‌قبول واقع شده است.